# Nardonoides chardoni
Nardonoides chardoni è un pesce osseo estinto, appartenente ai gonorinchiformi. Visse nel Cretaceo superiore (Campaniano - Maastrichtiano, circa 72 milioni di anni fa) e i suoi resti fossili sono stati ritrovati in Italia.

## Descrizione
Questo pesce era di dimensioni medie: gli esemplari più grandi raggiungevano i 40 centimetri di lunghezza. Possedeva un corpo slanciato, con una testa molto grande. La pinna dorsale era piuttosto bassa e posta all'incirca a metà del corpo, mentre le pinne pelviche, di piccole dimensioni, erano poste esattamente al di sotto di essa. La pinna anale, anch'essa piccola, era molto arretrata. Le pinne pettorali erano relativamente allungate, mentre la pinna caudale era profondamente biforcuta. Le scaglie erano cicloidi. 
Alcune caratteristiche primitive di Nardonoides erano la presenza di un osso iomandibolare grande, la terza vertebra piccola, la prima vertebra sopraneurale piccola ma comunque presente, le ossa della pinna caudale unite all'ultima vertebra tramite una struttura ossea molto sottile.

## Classificazione
Nardonoides chardoni venne descritto per la prima volta nel 2005 da Louis Taverne, sulla base di resti fossili ritrovati nella zona di Nardò, in provincia di Lecce. Taverne inizialmente attribuì i fossili a una nuova specie del genere Chanoides (C. chardoni), nell'ambito dei gonorinchiformi e della famiglia Chanidae (comprendente attualmente il solo Chanos chanos). Successivi studi hanno indicato che questa specie non era attribuibile a Chanoides, ma a un genere a sé stante, Nardonoides (Mayrinck et al., 2015). 